# Ann Fetter Friedlaender
Ann Fetter Friedlaender (geboren 1938 in Philadelphia; gestorben am 19. Oktober 1992 in Boston) war eine amerikanische Wirtschaftswissenschaftlerin.

## Leben
Ann Fetter graduierte 1960 am Radcliffe College mit einem B. A. in Wirtschaftswissenschaften. Anschließend studierte sie mit Hilfe eines Stipendiums am Massachusetts Institute of Technology (MIT) und erlangte 1964 ihren Abschluss als Ph.D. Danach war sie im Rahmen des Fulbright-Programmes Dozentin in Helsinki. Von 1965 bis 1974 lehrte sie am Boston College und wechselte anschließend als Professorin ans MIT. Ab 1983 leitete sie den Bereich Wirtschaftswissenschaften und war von 1984 bis 1990 Dekanin der School of Humanities and Social Sciences. Sie war die erste Frau am MIT die einen Bereich und eine Fakultät leitete. Ann Friedlaender war Professorin für Wirtschafts- und Ingenieurwissenschaften.
Sie war 14 Jahre lange Mitherausgeberin der Fachzeitschrift „Transportation Science“. Außerdem saß sie im Aufsichtsrat der Rand Corporation sowie der staatlichen Bahngesellschaft Conrail (1978 bis 1981 und 1987 bis 1992). In der amerikanischen Vereinigung der Wirtschaftswissenschaftler American Economic Association war sie ein aktives Mitglied.
Sie starb 1992 an einer Krebserkrankung.
Sie war verheiratet und hatte zwei Kinder und lebte zuletzt in Newton.

## Werke
- The Interstate Highway System: A Study in Public Investment (1965)
- Studies in Economic Stabilization (Studies of Government Finance) (1968)
- The Dilemma of Freight Transport Regulation (1969)
- Government finance: economics of the public sector (1973)
- Study of national housing needs : task 2, report on the relationship between house values, rents, and incomes (1973)
- Approaches to Controlling Air Pollution (1978)
- Freight transport regulation: equity, efficiency and competition in the rail and trucking industries (1981)
- Interdependent Pricing and Markup Behavior: An Empirical Analysis of GM, Ford and Chrysler (1990)
- Rail Costs and Capital Adjustments in a Quasi-Regulated Environment, in Journal of Transport Economics and Policy, vol. 27, no.2 May 1993, pp. 131–152 (1991)